# Theodor Vetter

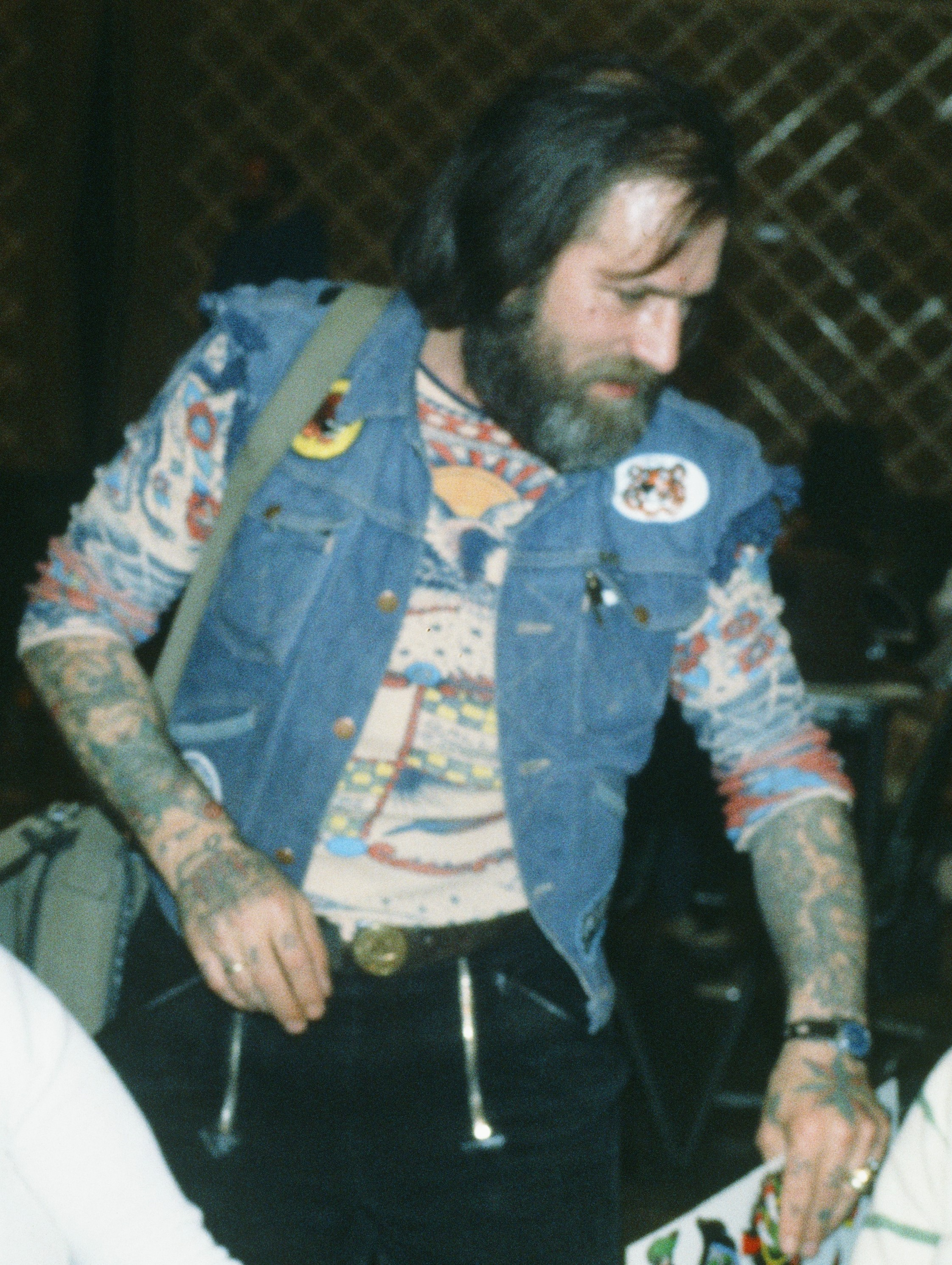
Theodor Vetter 1979

Theodor Vetter, bekannt als „Tattoo Theo“ (* 15. Februar 1932 in Hamburg; † 13. Juli 2004 ebenda), war ein deutscher Tätowierer. „Als Aushängeschild alter Tätowierkunst wurde Theo zu einem Markenzeichen von St. Pauli und für die Tattoo-Szene im allgemeinen“.

## Leben
Theodor Vetter war nur gelegentlich als Tätowierer tätig. Er selbst verstand sich eher als lebendes Kunstwerk und Selbstdarsteller. Im Alter von 13 Jahren vollbrachte Vetter seine erste Tätowierung an sich selbst. Drei Jahre später ließ er sich von Christian Warlich seine erste professionelle Tätowierung fertigen. In den Folgejahren wurden es zirka 260 Tätowierungen von etwa 240 verschiedenen Tätowierern. Vetter spielte 1970 in dem Film Das gelbe Haus am Pinnasberg eine Nebenrolle.  Im Jahr 1975 veranstaltete er in seiner Stammkneipe „Tante Lenchen“ in Hamburg das vermutlich erste Tattoo-Treffen auf deutschem Boden. Vetter war Gründungsmitglied der ersten deutschen Tätowierervereinigung, die Manfred Kohrs im Jahr 1977 in Hannover ins Leben rief. Er trat in den Folgejahren in verschiedenen Fernsehsendungen auf, beispielsweise am 26. Mai 1991 in der Sendung Schmidteinander sowie bei Hans Meiser und Jürgen Fliege.
Seine Grabstätte befindet sich auf dem Friedhof Ohlsdorf, nordöstlich von Kapelle 12.  

## Trivia

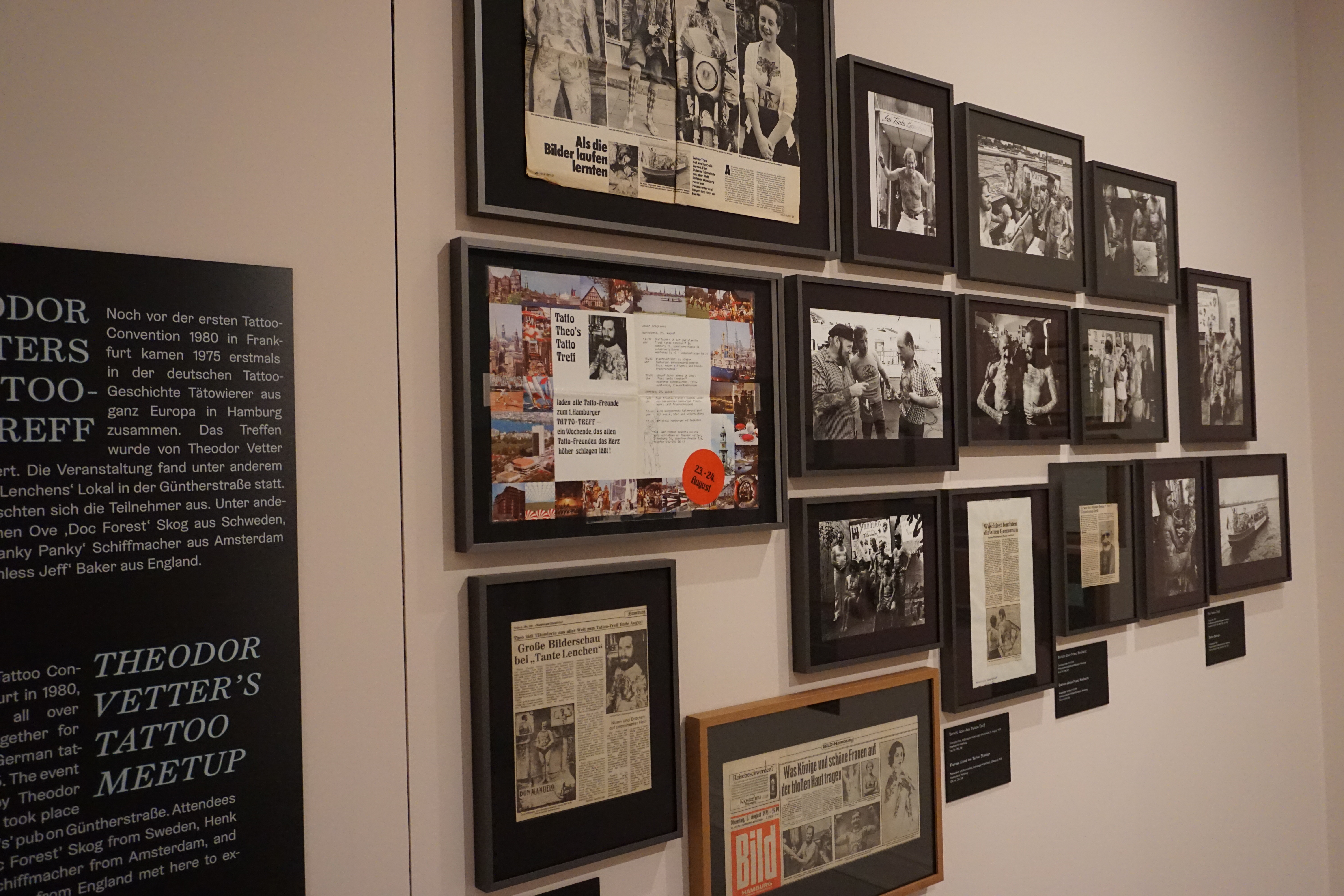
Abteilung Theodor Vetter im MHG 2020

Theodor Vetter lagerte den Warlich-Nachlass in Blechkisten, nachdem sein Plan scheiterte, ein Tattoo-Museum in der Millerntorwache zu errichten. Vetters Sohn verkaufte den Nachlass seines Vaters und somit einen großen Teil des Warlich-Nachlasses an den Sammler William Robinson aus Liverpool. Der Nachlass von Theodor Vetter, somit auch Teile des Nachlasses von Christian Warlich, wird von Robinson laufend zu Forschungszwecken und für Ausstellungen bereitgestellt. Von 2017 bis 2020 befand sich der Nachlass im Museum für Hamburgische Geschichte und wurde dort von Ole Wittmann und Manfred Kohrs (Institut für deutsche Tattoo-Geschichte; IDTG) wissenschaftlich ausgewertet. Teile des Nachlasses wurden im Rahmen der Sonderausstellung Tattoo-Legenden. Christian Warlich auf St. Pauli (2019/20) gezeigt.